# جوی لانسینگ
جوی لانسینگ (انگلیسی: Joi Lansing؛ ۶ آوریل ۱۹۲۹ – ۷ اوت ۱۹۷۲) یک هنرپیشه، و خواننده اهل ایالات متحده آمریکا بود.